# Premios Gotham
Los Premios Gotham son galardones que se entregan anualmente a los realizadores de cine independiente estadounidense en Nueva York (la ciudad de Nueva York fue apodada «Gotham» por Washington Irving en una edición de Salmagundi publicada el 11 de noviembre de 1807). Parte de Independent Feature Project (IFP), la «más grande organización en los Estados Unidos dedicada al cine independiente» (fundada en 1979), los premios fueron inaugurados en 1991 para exhibir y condecorar películas realizadas principalmente en la región Noreste de Estados Unidos.

## Categorías
Cine
- Mejor película (2004-act.)
- Mejor película internacional (2020-act.)
- Mejor documental (2004-act.)
- Mejor dirección relevación (1991-act.)
- Mejor guion (2015-act.)
- Mejor actuación (2021-act.)
- Mejor actuación de reparto (2021-act.)
- Mejor actuación revelación (1998-act.)

Premios a la trayectoria
- Premio Tributo (1991-act.)

Categorías retiradas
- Serie revelación – Formato Largo (2015-2023)
- Serie revelación – Formato Corto (menos de 40 minutos) (2015-2023)
- Actuación revelación en nueva serie (2021-2023)

## Gotham TV Awards

### Historia
En abril de 2024, el Gotham Film & Media Institute anunció que las series de televisión y las actuaciones serían honradas en una ceremonia separada a partir de la primera edición de los Gotham TV Awards que se llevó a cabo el 4 de junio de 2024. En años anteriores, las categorías de televisión habían formado parte de la ceremonia principal de premios, donde en 2015 se entregaron por primera vez dos premios de televisión para nuevas series. En 2021, se introdujeron dos premios más, uno de interpretación y otro de televisión de no ficción.

### Categorías
- Serie revelación – Drama (2024-act.)
- Serie revelación – Comedia (2024-act.)
- Serie revelación – Miniserie o telefilme (2024-act.)
- Serie revelación – No Ficción (2021-act.)
- Actuación revelación en serie dramática (2024-act.)
- Actuación revelación en serie de comedia (2024-act.)
- Actuación revelación en miniserie o telefilme (2024-act.)
- Premio de la Audiencia (2024-act.)